# ザ・ルーム
『ザ・ルーム』（原題:The Room）は2003年のアメリカ合衆国の恋愛映画。製作、監督および主演はトミー・ウィゾー（ワイゾーとも発音される）が務めた。公開された当初、単純なストーリーにもかかわらず理解に苦しむ演出や編集、脚本、演技の拙さなど、本作のほぼ全ての要素が酷評されたが、その酷さゆえの面白さを見い出す観衆が次第に増え、現在では「駄作界の市民ケーン」とも称されるカルト映画としての地位を確立している。
後述のように、本来この作品はもっと酷い出来映えのものになるはずだったが、映画製作が初めてだったウィゾーを差し置いて現場スタッフが尽力することで、根本的問題の幾つかを何とか回避した。しかし酷評を免れるまでには程遠く、その混乱した製作過程は2017年の映画『ディザスター・アーティスト』で描かれている。
ウィゾーは本作がカルト映画と呼ばれている事態に異を唱えており、「この映画は表現の自由を体現した作品であり、観客に自己表現を促す映画だ」と主張している。
ジョニーが「I did not hit her. It's not true. It's bullshit. I did not hit her. I did not. Oh, hi Mark. 」と呟くシーンと、ジョニーがリサに向かって「You are tearing me apart, Lisa!」と叫ぶシーンは本作の名場面として頻繁に言及されている。
『ディザスター・アーティスト』（The Disaster Artist）の興行的成功を受けて、本作は2018年1月10日に全米600館で拡大公開されることとなった。公開から10年以上が経過した映画がこの規模で拡大公開されるのは異例のことである。
長らく、本作は日本国内で鑑賞が困難な状態にあったが、2020年3月に「未体験ゾーンの映画たち2020」のクロージング作品として初上映された。

## ストーリー
サンフランシスコ。銀行員ジョニーは婚約者のリサと同棲し、毎日のように愛を交わし合っていた。デニーは自由にジョニーの家やベッドにも出入りする。ジョニーはリサのためにいつもバラを買い、彼女を心から愛していたが、リサはどういうわけかジョニーとの生活に満足できずにいた。
ある日、リサはジョニーへの不満を親友のミシェルと母親のクローデットにぶつけ、「ジョニーはつまらない男よ」と言い放った。ミシェルはリサに「不自由のない生活が出来ることに感謝しなさい」とアドバイスし、クローデットも「ジョニーはみんなに好かれる誠実でいい人よ。経済的安定が大事なのですよ」と諭したが、不満が消えないリサはジョニーの親友であるマークをベッドへと誘惑した。マークは親友への遠慮から拒絶していたが、我慢できず一線を越えてしまう。しかし、買いたいものが山のようにあるリサは、金のためにジョニーとの同棲は続けることにする。
結婚の日が近付く中、リサはジョニーが仕事で伸び悩んでいることを知る。苛立ちを覚えたリサは、酒を飲まないジョニーを無理に飲ませて酔いつぶれさせ、「酔ったジョニーが私に暴力を振るった」とでっち上げ、それを家族や友人の前で吹聴し始めた。濡れ衣に悩む中、何とか疑惑を晴らしたジョニーだったが、今度はリサが母親に不倫を告白するのを耳にしてしまう。不倫相手を特定するべく、ジョニーは家の電話にテープレコーダーを仕掛けた。
アパートの屋上で、デニーは銃を持つ麻薬の売人クリス・Rと揉める。ジョニーはマークと共にデニーを助ける。クローデットはデニーを厳しく叱る。
リサに惹かれているデニーは、ジョニーに思いを告白する。ジョニーは笑って受け入れ、「リサは君を友人の一人として愛しているよ」と、自身の愛の哲学を開陳した。
その後、ジョニーは「身元を明かせない」クライアントの担当になる。その頃、クローデットは不動産をめぐるトラブルに巻き込まれる一方で、リサとジョニーの関係が上手くいっていないことに心を痛め、リサに説教する。さらに自身が乳がんを患っていることも明かす。その後、ジョニーとリサの家にやって来たミシェルと恋人のマイクは唐突にセックスを始める。
一方、ジョニーの友人ピーターは、マークに対しリサを擁護する一方で、リサをサイコパスだと非難し、マークとリサの関係を疑い問いただす。マークは激怒してピーターに掴みかかり、屋上から突き落とそうとする。
タキシードに着替えた男たちはアメフトのキャッチボールを始める。スポーツが苦手なピーターは嫌がるが無理やり参加させられ、案の定転んでタキシードを汚す。
ジョニーの誕生日にサプライズ・パーティーが開催された。パーティーの他の参加者が外に出た隙に、リサはマークをまたも誘い濃厚なキスをし始めたが、それをスティーヴンが目撃し、2人を咎めた。リサが開き直る一方で、マークは「このことを誰にも言うな」と激昂した。外ではジョニーが参加者を前に「僕とリサは子供を1人授かりたいと思っています」と語る。リサは喜びを隠せないジョニーに「子供が欲しいと言ったのは嘘よ」と告げる。パーティーが終わった後、リサは皆の前でジョニーにマークと不倫していたことを半ば誇らしげに公言する。ジョニーはマークに殴りかかった。
浴室に閉じこもったジョニーはリサに「自分と別れてマークと付き合え」と叫んだ。ジョニーは浴室を出て、電話に備え付けてあったテープレコーダーをリサに見せつける。そのテープにはリサとマークの会話が記録されていた。「みんな僕を裏切ったんだ」と絶叫しながら、ジョニーはアパートの家具を壊し、拳銃自殺を果たす。マークとリサがジョニーの死体を見つける。リサは「これで自由になった。ようやく、あなたと一緒になれるわ」とマークに言ったが、彼は「俺はお前を愛していないし、顔なんか二度と見たくない」とリサに言い放った。後からやって来たデニーはその場に泣き崩れてしまった。パトカーのサイレンの音が鳴り響く中、3人はお互いを慰め合うのだった。

## キャスト

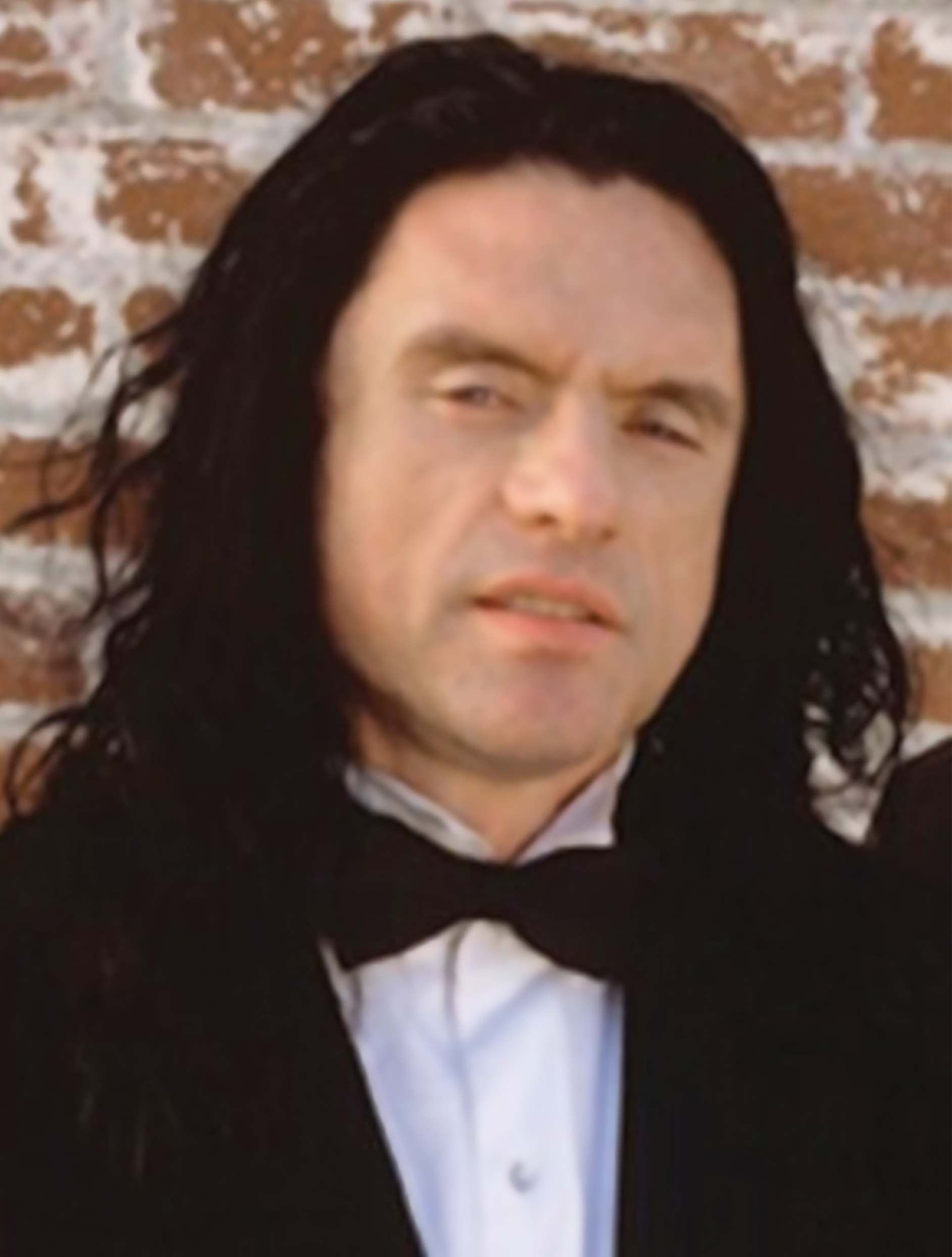
監督・製作・脚本・主演のトミー・ウィゾー

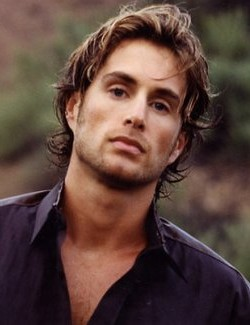
マーク役のグレッグ・セステロ

- ジョニー: トミー・ウィゾー - 銀行員。
- リサ: ジュリエット・ダニエル（英語版） - ジョニーの婚約者。
- マーク: グレッグ・セステロ（英語版） - ジョニーの親友。
- デニー: フィリップ・ハルディマン - ジョニーが息子のように可愛がっている学生。
- クローデット: キャロライン・ミノット - リサの母親。
- ミシェル: ロビン・パリス - リサの親友。
- マイク: スコット・ホームズ - ミシェルの恋人。
- クリス-R: ダン・ジャンジギアン（英語版） - ドラッグの売人。デニーを脅迫。
- ピーター: カイル・ヴォト - ジョニーの友人。心理学者。
- スティーヴン: グレッグ・エリー - ジョニーとリサの友人。

## タイトルの意味
本作のタイトルが何故『The Room』となっているのかという疑問が長らく存在していた。2011年のインタビューで、ウィゾーは「部屋とは関係のことです。部屋は貴方と私であり、アメリカにいる全ての人々です。それが部屋が意味するものです。私がいつも言っているように、人々は笑ったり泣いたりすることができますし、自分自身を表現することもできます。ただ、お互いに傷つけ合うようなことはしないでください。」と語っている。また、本作のDVDの特典映像において、ウィゾーは「製作当時、私は特別な場所、私的な場所、安全な場所について考えていました。それは部屋ではないのですが、やはり部屋なのです。今も当時も、私は多くの人々が部屋と関係していると考えています。部屋は行くことができる場所であるので、心地よい時間を過ごすこともできますし、不快な時間を過ごすこともできるのです。そして、部屋は安全な場所なのです。」と語っている。

## 本作の問題点
上述のストーリーを読めば分かるように、本作の登場人物の姿勢・感情には一貫性がない上に、無意味なシーンが多い。『ポートランド・マーキュリー』は「数多くのストーリーラインが導入されているが、それらは導入されただけで、掘り下げられることがない」と評している。その例として、ジョニーの誕生日パーティーの準備について話しているにも拘わらず、クローデットが唐突に「今日、私は病院で診察結果を受け取ったの。乳がんと診断されたわ。」と告げるシーンが挙げられる。このシーンの後、クローデットが乳がんを患っていることには全く言及されない。彼女が死を恐れる描写すらない。また、本作を見ただけでは、デニーがなぜドラッグの売人と口論に至ったのかが判然としない上に、彼がドラッグに手を出した理由も分からない。
マークがどんな人間なのかも本作を見るだけでは把握できない。マークがとても忙しい毎日を送っていることしか分からないのである。どんな職業に就いているのかも、なぜ忙しいのかもよく分からないのである。グレッグ・セステロによると、マークには極秘任務に従事する警察官という設定があったという。マークがマリファナを吸っていること、マークの気分の揺れが激しいこと、ドラッグの売人を難なく組み伏せたことなどの一見不可解に思える諸要素も、マークが極秘任務に従事する警察官であるという設定を踏まえれば何らおかしいことではないのだという。しかし、トミー・ウィゾーは劇中でマークの過去に触れる案を却下した。なお、後述のゲーム版では、セステロのアイデアが反映されている。

### その他の不可解な点
- 冒頭のジョニーとリサのセックスシーンで唐突に昼から夜になる。また、ジョニーの腰の位置が高すぎて、ジョニーが男性器をリサのヘソに当てているかのような印象を受ける[15]。
  - セックスシーンが不可解なものになったのは、ウィゾーが性行為をよく知らなかったからではない。ウィゾーが自分の臀部を映すことに執着したためであった。普通に撮影したのでは臀部が映らなくなるため、あのような不自然な形にならざるを得なかったのだという[14]。
- ジョニーとリサがベッドでセックスを始めようとした矢先、デニーが乱入してきて「ここで2人を見ていたい」と言ってくる[16]。
  - 一見すると、このシーンはデニーがグループセックスに及ぼうとした変態的なシーンに見えるが、そのような意図で撮影されたシーンではない。ウィゾーによると、デニーは精神疾患を抱えているという設定があった。このシーンはその設定を反映したものであった。しかし、劇中でデニーが精神疾患を抱えていると明示されるシーンはない上に、彼を演じたフィリップ・ハルディマンにもその事実は知らされていなかった[17]。
- 全体的にジョニーとリサのセックスシーンが不自然に長く、その映像演出と音楽の雰囲気は80年代のポルノビデオのようである。しかも使い回しのショットが多い。
- ジョニーの留守中に勝手に友人たちが上がり込んでセックスを始める。
- 男性の主要登場人物がジョニーのアパートの裏通りに集まってフットボールを楽しむシーンがあるが、何とタキシードを着ながらフットボールをしている。しかも、何故フットボールをしているのかが分からないし、何故タキシードに着替えたのかも分からない[15]。
  - 本作を見た観客はこのシーンが何を意味するのか分からず、ウィゾーに問い合わせた者が多かったのだという。ウィゾーはDVDに収録されたQ&Aでそうした疑問に回答している。ウィゾーは「ちゃんとしたヘルメットをかぶらずにフットボールをするのは危険ですけれども、楽しいですよね」と述べている[18]。ただし、これが回答になっているかどうかは怪しいものがある。なお、セステロによると、俳優陣もスタッフたちも誰一人として、何故このシーンを撮影するのかが分からなかったのだという。「もっと重要なシーンに力を入れるべきだ」と直訴したスタッフもいたが、ウィゾーはそれを却下したのだという[14]。
- タキシードを着たフットボールの次のシーンでは、マークと話しているジョニーがタキシードを脱いでいる。また、銀行での仕事の話をしていたにも拘わらず、ジョニーは唐突にマークの性生活についての話題を振る。しかも、2人が話している場所は普通のカフェである[15]。
- マークが髭を剃ったと語るだけのシーンなのに、何故かカメラがマークに向かってゆっくりズームアップし、ドラマチックなBGMが流れる。 
  - 長年、セステロはこのシーンの意味に関して「分かる人には分かる」とだけ述べていた[19]。後に、セステロは『The Disaster Artist』において、もう少し詳細な説明をしている。ウィゾーの脚本にはジョニーがマークを「ベイビーフェイス」と呼ぶシーンがあったが、セステロは髭を生やして撮影に臨んでいたため、辻褄が合わなくなってしまった。ウィソーは脚本を修正せずに、セステロが髭を剃ることでこの難問を解決しようとしたのだという。なお、ベイビーフェイスというのはウィゾーがセステロに付けたあだ名である。このような背景もあって、ウィゾーはマークが髭を剃ったというシーンを重要なものだと看做したのだという[14]。しかし、本作を見た者がそうした背景を読み取るのは極めて困難である。
- 額縁に入ったプラスチック製のスプーンの写真が複数回画面に映る。
  - プラスチック製のスプーンの写真の意味を尋ねられたウィゾーは、「今日の社会において、プラスチック製のスプーンを見れば、我々がどの程度文明化したかが分かります。しかし、同時に、プラスチック製のスプーンは人体に有害なものです。」「一例を挙げると、現代の人々はプラスチック製のスプーンを使ってものを食べることができますし、ある種のアレルギーにならずに済みます。私はそのことをよく知っています。それは何故かというと、私は心理学を勉強したからです。」「プラスチック製のスプーンはシンボルであり、サバイバルでもあるのです。考えてください。私たちは何ができるのか、そして、どうすれば社会をより良く出来るのか。」「『The Room』におけるスプーンの問題は些細な問題の一つです。」と語っている[20]。
- ジョニーは長髪で、一般的な銀行勤めの人間の雰囲気からかけ離れている。
- デニーは身寄りのない高校生くらいの少年であることが会話から察せられるが、演じている俳優は20代半ばの大人にしか見えない。
- 映画の後半になって、唐突にスティーヴンという人物が現れる（後述）。
- 端から端まで延々と写し続けられるゴールデンゲートブリッジのインサートカット。
- アフレコされているセリフが驚くほど俳優の口の動きに合っていない。
- 屋上のシーンでは、単純にビルの屋上でロケ撮影すれば良いにもかかわらず、ウィゾーはスタジオ内に屋上のセットを作り、背景をクロマキー合成することに頑なにこだわった。結果として不自然な画面になっている。

## 製作

### 構想
本作の基になっているのは、トミー・ウィゾーが2001年に書き上げた同名の戯曲である。当初、ウィゾーはその戯曲を500頁余りの小説に翻案して出版しようとしたが、出版社が見つからなかった。業を煮やしたウィゾーは小説化を諦め、映画化に着手することを決断した。その際、他人に口を挟まれるのを避けるために、ウィゾー自ら製作総指揮に当たることにした。
ウィゾーは製作費の調達方法に関して発言を二転三転させているが、『エンターテイメント・ウィークリー』のインタビューで、ウィゾーは「韓国から革製のジャケットを輸入して販売するビジネスの利益から資金を調達した」と語っている。セステロによると、ウィゾーは製作開始時点ですでに十分な資金を集めていたのだという。セステロはウィゾーがそれだけの資金を集められたのは、ロサンゼルスとサンフランシスコ一帯で起きていた不動産バブルによるものなのではないかと推測している。
本作の製作費はマーケティング費用込みで600万ドルに達した。これは自主製作映画としては非常に高額である。こうなった理由に関して、ウィゾーは「スタッフとキャストを気に入るまで入れ替えたことと臨時スタッフをかなり動員したことによるものだ」と述べている。セステロは製作費が高額になった理由に関して、ウィソーが無駄な作業をしたこと（「ロケをすれば撮影できるシーンのために、わざわざセットを一から組み立てた」「必要のない機材を購入した」「同じシーンを複数のセットで撮影した」など）を理由に挙げている。さらに、セステロは「ウィゾーが台詞や動きを覚えられなかったため、数分間の長回しの会話シーンを数時間～数日かけて撮影しなければならなかったことが製作費の急騰を招いた」と指摘している。
セステロとグレッグ・エリー（スティーヴン役）によると、ウィゾーはスタジオを貸し切り、「映画監督初心者キット」（上質な映画撮影用フィルム2本とHDカメラのセット）を購入した。フィルム撮影とハイビジョン撮影を混同したウィゾーは、本作を両方の様式で同時に撮影することにした。そのために、特殊な機材が組み上げられることとなった。その理由についてウィゾーは「1本の映画を2つの様式で同時撮影した映画史上最初の監督を名乗りたかったのです。ただ、最終的には、フィルムで撮影したものだけが劇場公開版に使用されたわけなのですが」と語っている。

### キャスティング
ウィゾーは本作のキャスティングに当たって、俳優名鑑を参照したという。しかし、ウィゾーが選んだほとんどは、経験の浅い俳優であった。本作において一番まともな演技を披露したとされるキャロライン・ミノット（クローデット役）ですら、それまでに長編映画に出演した経験を有していなかった。そんな折、ウィゾーは面識があったセステロに映画製作に携わった経験が数回あることを知り、彼にオファーを出した。当初、セステロは製作スタッフとしてだけ関与するはずであったが、撮影初日にウィゾーがマーク役の俳優を解雇したため、急遽、セステロが俳優として起用されることになった。セステロはセックスシーンの撮影が不愉快なものであったと告白している。セックスシーンの撮影期間中、同じジーンズを履き続けなければならなかったからである。
グレッグ・エリーはジュリエット・ダニエルに初めて会ったとき、「テキサス発の長距離バスから降りたばかりの人」に見えたという。また、彼によると、「撮影初日に俳優陣は恐怖を味わった」。ウィゾーがいきなりダニエルに飛びかかり、そのままラブシーンの撮影に突入したからである。一方、セステロはエリーの主張に異を唱えている。セステロによると、セックスシーンは撮影期間も終りに近付いた頃に撮影された。ウィゾーによると、ダニエルはリサ役の代役として想定されていた3～4名の女優の一人で、当初の女優が降板したために起用されることになった。ダニエルは「最初にリサ役に起用されていた女優はウィゾー監督と年齢が近かったが、アクセントが滅茶苦茶だった。」と回想している。セステロはダニエルを見て「ラテン系の人で、アメリカ南部のどこかの町からやって来た人だ」と思ったという。ダニエルによると、彼女は当初ミシェルを演じるよう言われていたが、ミスキャストを理由にリサ役の女優が降板したとき、その代役として彼女が起用されたのだと語っている。さらに、ダニエルは相当数の俳優が撮影前に降板させられていたと主張している。
リサを演じるに当たって、ダニエルはウィゾーから「スタンリー・キューブリックの『アイズ・ワイド・シャット』を見ておくように」としか言われなかった。途方に暮れたダニエルは様々な立場から本作の登場人物に手紙を書いてみたり、他の俳優たちと積極的にコミュニケーションを取ったりした。
撮影が始まる前、カイル・ヴォト（ピーター役）は製作スタッフに自分が撮影に参加できる時間は限られていると告げた。常識的に考えれば、ヴォトが出演するシーンを優先的に撮影するはずだが、ウィゾーはそうしなかったため、ヴォトが出演する予定のシーンを全て撮影できなかった。しかも、ヴォトが演じるピーターは重要な役割を果たすはずのキャラクターであった。そのため、ウィゾーはピーターが担うはずだった役割をスティーヴンに担わせざるを得なくなった。

### 脚本
当初の脚本は撮影に使用された脚本よりも遙かに長大なものであった。長い独白シーンが大量に含まれていたためである。俳優陣と脚本のスーパーヴァイザーは意味不明な会話が多い脚本を何とか修正しようとしたが、元の脚本が余りにも酷すぎて修正不能だった。スタッフの一人は「脚本には、口に出せないほど酷い出来の台詞があった。あれより酷い脚本を想像することは難しいと思う」という感想を漏らしている。セステロは「ウィゾーは頑固な人なので、脚本通りに台詞を発しろと言っていたが、俳優陣の中には何とか作品を良いものにするために、怒られることを覚悟でアドリブを使用した者がいた。結局、そのアドリブの部分はファイナル・カットで使用されていたが」と回想している。
セステロは「ウィゾーはジョニーが実は吸血鬼であったという設定を盛り込むつもりでいた。彼は吸血鬼に魅了されていたからね」と述べている。また、セステロは「製作が始まった頃、ウィゾーはスタッフたちに、『メルセデス・ベンツをジョニーの家の屋根から飛び立たせ、サンフランシスコ上空を飛行するシーンを撮影する方法を考えてください』と言ってきた。そのシーンはジョニーが吸血鬼であることを観客に明示するためのシーンだったそうだ」「用意した製作費では自動車が飛ぶシーンを撮影できないと知ったウィゾーはその計画を取りやめざるを得なかった」と述べている。
脚本は論理的に説明しがたい要素のオンパレードであった。キャラクターの人格にもブレが生じていた。そのブレを分析したセステロは、特に酷い2つのシーンを挙げている。1つ目のシーンはジョニーが屋上階にやって来てマークがそこにいるのを見つけるシーンである。このシーンはDV疑惑を向けられたジョニーが、苛立ちを抑えられず、長々と独り言を呟く場面から始まったはずなのに、マークを見つけた瞬間、ジョニーは突然にこやかになるのである。しかも、マークの友人が殴られたという話を聞いて、ジョニーは何故か笑い出すのである。セステロとサンディ・シュクレア（第一助監督）は「人が殴られたという話を聞いて、主人公が笑い出すというのはおかしい」とウィゾーに何回も言ったのだが、彼はその忠告を聞かなかったのだという。2つ目のシーンは、ピーターの「マークとリサは不倫しているのではないか」という発言に激昂したマークが、ピーターを屋上から突き落とそうとするシーンである。どう考えても、このシーンのマークはピーターを殺そうとしているはずである。それにも拘わらず、マークはピーターを引き上げ、謝罪するのである。それどころか、マークとピーターはその後何事も起きなかったかのように会話を続けるのである。
脚本は支離滅裂な展開が多い上に、繰り返しも多い。どういうわけだか、ジョニーは会話の多くを「Oh, hi!」で始め、「That's the idea」というフレーズで終えるのだ。しかも、主要キャラクターのほとんどが「Don't worry about it」というフレーズで会話を終える。また、リサはジョニーについての会話を「I don't want to talk about it」というフレーズで終わらせることが多い。
ほぼ全ての男性キャラクターがリサの豊満な肉体に由来する魅力に言及しており、中には「Lisa looks hot tonight」という台詞だけを発するキャラクターまでいる。また、ジョニーとリサの結婚について言及する会話は多いが、fiancéやfiancéeという単語は一切使用されない。ただ、future husbandやfuture wifeというフレーズが使用されるに留まっている。

### 撮影
本作の主要撮影は半年にも及んだ。撮影場所はロサンゼルスのスタジオがメインに使用されたが、サンフランシスコでの撮影も行われた。ジョニーの家の屋上でのシーンはスタジオで撮影されたが、屋上から見える風景を後に合成するために、クロマキーでの撮影が行われた。屋上でのシーンが撮影されたのは2002年8月のことであったと判明している。本作の撮影のために400人以上の人間が雇用された。製作総指揮にはウィゾーの外に2人の名前がクレジットされているが、セステロによると、その内の1人は製作に全く関与しておらず、もう1人は撮影前に亡くなったのだという。
ウィゾーは撮影スタッフと何回も対立し、4回もスタッフを総入れ替えした。スタッフの中には複数の役割を担った者も少なくない。例えば、セステロは俳優、製作、助監督、キャスティングの4つの役割を担った。ウィゾーは頻繁に台詞を忘れたり間違えたりしたために、何回も撮影をやり直す羽目になった。それが原因で、ウィゾーが出演したシーンの音声をポスト・プロダクション作業中に再収録しなければならないという事態が多発した。

### 本作の背景
本作はウィゾー自身の人生に起きた幾つかの出来事を土台としている。ジョニーが何故サンフランシスコに来たのか、どうやってリサと出会って恋に落ちたのか、ジョニーとマークの関係はどのようなものなのかといった設定は全てそれに由来するが、本編でそれが解説されることはない。セステロによると、リサのモデルとなったのはウィソーが婚約していた女性で、ウィゾーはその女性に1500ドルの婚約指輪を贈っていたが、何回も裏切られたため、婚約を解消するに至ったのだという。
セステロはリサというキャラクターの造形に当たって、ウィゾーは『リプリー』の主人公であるトム・リプリーを参考にしたのではないかという見解を示している。当該作品はウィゾーが深く感動した映画の一つでもある。ウィゾーがマット・デイモンをマーク・デイモンだと勘違いしていたことから、マークはマット・デイモンにちなんで名付けられたのだろうとも述べている。
ウィソーはテネシー・ウィリアムズの戯曲を参考に脚本を書いたと述べている。演劇学校に通っている頃、ウィゾーはウィリアムズの戯曲を演じることがとても楽しかったと言い、本作の広告はウィリアムズの戯曲を意識したものとなっている。
ジョニーを演じるに当たって、ウィゾーはマーロン・ブランドとジェームズ・ディーンの演技（特に『ジャイアンツ』での演技）を参考にしたと語る。ジョニーの台詞には2人の出演作品から借用されたものがある。例えば「リサ、君は僕を引き裂いているんだ」という台詞はディーンの『理由なき反抗』から借用されたものである。

## サウンドトラック
本作の楽曲はロヨラ・メリーマウント大学で教鞭を執るムラデン・ミルセヴィッチによって作曲された。これ以降、ミルゼヴィッチはウィゾーが手がけた作品の楽曲を数多く作曲することになる。本作のために作られた楽曲のうち、4本はR&Bのスロージャムで、この4曲は4カ所のセックスシーンに使用するために作曲されたものである。なお、ミシェルとマイクのオーラルセックスのシーンにはオーケストラ演奏の音楽が使用された。歌詞が入った曲も4曲製作され、キトラ・ウィリアムズ&リフレクションが歌った『You're My Rose』がエンディングテーマとして使用された。本作のサウンドトラックは2003年7月27日にTPWレコーズから発売された。
なお、本作に使用された『Crazy』を歌ったクリント・ガンボアは『アメリカン・アイドル』のシーズン10でセミ・ファイナリストとなった。

## プロモーション
本作の宣伝はハリウッドに設置された一枚の大きな立て看板をメインに行われた。その立て看板には、片目を半開きにしたウィゾーの顔のクローズアップ写真が「邪悪な男」という文字を添えて掲載された。伝統的な宣材（例:ゴールデン・ゲート・ブリッジの上に主要キャラクターの顔を並べたもの）も製作されたが、ウィゾーは「邪悪な男」のポスターを選んだ。当然の如く、ポスターを見た通行人は本作をホラー映画であると勘違いした。ウィゾーは新聞広告とテレビCMにも費用を投じた。その広告では「『ザ・ルーム』はテネシー・ウィリアムズの精神を引き継いだ作品です」と銘打たれた。
本作が興行的に失敗したにも拘わらず、ウィゾーは立て看板を5年以上にわたって設置し続けた（1ヶ月あたり5000ドルかかる）。その不気味さと長期にわたる設置故に、立て看板目当ての観光客が少ないながらも出た。一等地に立て看板を出し続ける費用をどうやって工面したのかと訊かれたウィゾーは「あの場所が好きでしたし、あの立て看板も気に入っていました。だから、人々に『ザ・ルーム』を見てもらいたいと思っていたのです。（中略）。DVDを出したところ、よく売れましたので。」と述べた。

## 評価
2003年7月27日、本作はロサンゼルスの2つの映画館でプレミア上映された。ウィゾーは道路を貸し切ってメディア向けの上映会を行い、劇場の前にはスポットライトが手配され、ウィゾー本人はリムジンで駆けつけた。チケット業者には本作のサウンドトラックが無料配布された。ミシェル役のロビン・パリスは本作の観客が上映中に笑っていたと証言していたが、後にその証言を修正し、「30分も経過しないうちに、ほとんどの観客が金を返せと騒いでいた」と述べている。また、リサ役のジュリエット・ダニエルは「驚愕しました。ジョニーとのセックスシーンは15秒程度の美しいシーンになると思っていたのですが、セックスシーンが延々と続いたのです。」「プレミア会場で私が一番苦しかったのは、何事もなかったかのように来場者たちと会話することでした。」と語っている。
本作は脚本、演技、演出に至るまでありとあらゆる要素において酷評された。映画批評集積サイトのRotten Tomatoesには22件のレビューがあり、批評家支持率は31%、平均点は10点満点で3.3点となっている。サイト側による批評家の見解の要約は「深夜に上映されるべき映画だと言える。トミー・ウィゾーの悪い意味での傑作は、演技、脚本、撮影といったごく普通の要素をどうしようもなく酷いものにすることで、際限なき熱狂を生み出し、映画製作の王道をひっくり返した。この映画を見た者はあんなフットボールを二度と見たくないと思うだろう。」となっている。
IFC.comはウィゾーの声に関して「ボラット・サグディエフがクリストファー・ウォーケン演じる精神科医を真似ようとしているかのようだ」と批判している。『ガーディアン』は「『ザ・ルーム』はテネシー・ウィリアムズ、エド・ウッド、R・ケリーの『Trapped In The Closet』を混ぜ合わせたような作品だ」と評している。『エンターテイメント・ウィークリー』は本作を「駄作界の『市民ケーン』」と評している。『ジ・アトランティック』のアダム・ローゼンは「アウトサイダー・アートというラベリングは、長らく画家と彫刻家に使われてきた。しかし、トミー・ウィゾーのような頑固な映像作家―しかも、その頑固さを自覚できていない映像作家―にもその呼称を使ってはいけない理由なんてあるだろうか」と述べている。

## 深夜興行

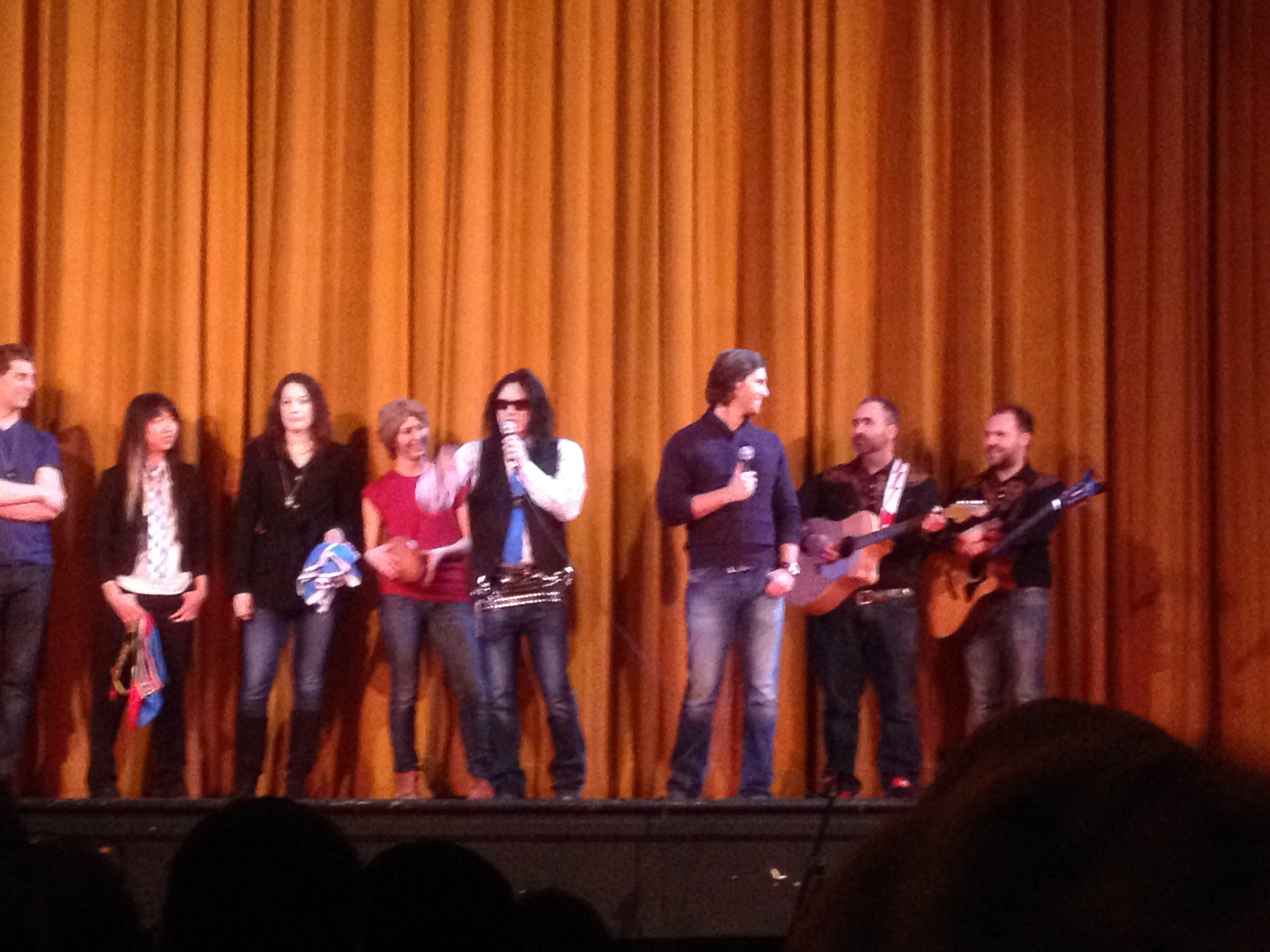
上演前に観客から質問を受けるウィゾーとセステロ。

本作はロサンゼルスの映画館2館で2週間上映されたが、1800ドルしか稼ぎ出せなかった。興行の終り頃には、映画館がチケット売り場に「返金不可」の張り紙と「この映画を鑑賞すると、頭に何かを突き刺されたような感覚を引き起こします」と書かれた張り紙を張り出すようになった。公開2週目に本作を鑑賞した5セカンドフィルムズのマイケル・ルスレは、本作の酷い会話の中に意図せぬユーモアを見出した。「自分にとってのミステリー・サイエンス・シアター」を見出したルスレは、友人たちに本作の不出来を笑い飛ばす上映会に参加するよう勧めた。その上映会はルスレが想像していた以上の好評を博し、最終的には100カ所弱の映画館で上映会が行われた。ルスレとその友人たちは「3日に4回」本作を鑑賞したのだという。上映会の最中に、スプーンとフットボールを投げるという風習も生まれた。
ルスレによる上映会が終了した後、最後の上映会に参加した人々がウィゾー本人に感想文をメールで送っていった。予期せぬ量のメールに触発されたウィゾーは、2004年6月に本作の上映会を主催した。好評を受けて、ウィゾーは7月と8月にも上映会を開催することになった。デヴィッド・クロス、ポール・ラッド、ウィル・アーネット、パットン・オズワルト、ティム・ハイデッカー、エリック・ウェアハイム、セス・ローガン、ジェームズ・フランコ、デイヴ・フランコら著名人が本作のファンであることを公言しており、クリスティン・ベルに至っては、本作のフィルムを購入し、自分で上映会を主催しているほどである。『ヴェロニカ・マーズ』の脚本家であるロブ・トーマスは本作をイメージさせるようなものを出来る限りエピソード中に登場させるようにしたのだという。本作は全世界的にもカルト映画として認識されるようになり、ウィソーはアメリカ合衆国だけでなく、カナダ、英国、オーストラリア、北欧、ニュージーランドでも上映会を開催している。
現在、本作は世界中の映画館で定期的に上映されており、月一の上映会も頻繁に開催されている。『ロッキー・ホラー・ショー』のファンのように、本作のファンは上映会に行くとき、お気に入りのキャラクターと同じような服装をする。上映中にプラスチック製のスプーンを投げ、前後左右の観客の間でフットボールを投げ合い、本作の出来の悪さを非難するというのが習慣化している。
本作のいくつかのシーンで、リサの首の筋肉が不自然な動きをする。本作の上映会ではその不自然な動きに注目するのも恒例となっているが、このことに関してダニエルは「首の筋肉を不自然に動かすために、私は鏡の前で数時間練習したというのですか。ありえません。何故注目されているのか分かりません。」と語っている。
ウィゾーは上映会の盛り上がりに関して「『The Room』の上映会はアメリカの犯罪件数を引き下げました。すべきこともなく町をほっつき歩いていた若者たちの多くが『The Room』を見に行きました。そして楽しみました。『The Room』のない世界を想定してみましょう。人々は町をぶらぶらし、石ころを手にとって誰かに当たるまで投げるでしょう。誰かに石ころが当たったら、彼らは逮捕され投獄されます。これこそ『The Room』がない世界に起こる事態です。犯罪率は急騰するでしょう。私が何を言いたいかお分かりですね。」と語っている。

## ホームメディア
2005年12月、本作のDVDが発売された。2012年には、本作のブルーレイが発売された。2011年には、ウィソーが本作の3Dバージョンを製作すると発表したが、2017年6月現在、続報は出ていない。なお、本作はAmazon.comやネットフリックス、GreenCineなどでネット配信されている。
本作のDVDには、暖炉（本作に出てきた品物で雑に飾り付けられている）の前に座ったウィゾーがセステロの疑問に答えていく映像が収録されている。彼の隣には本作の劇場用ポスターが貼られている。ウィゾーは質問の幾つかには回答していないが、これは意味不明な結論を提示するのを避けるためである。しかし、フットボールのシーンの意味を尋ねられたとき、ウィゾーは意味不明な受け答えをしている（先述）。
本作のDVDには劇場公開版で使用されなかったカットが複数収録されている。その中にはデニーとドラッグの売人のやり取りの別バージョンが含まれている。そのバージョンでは、裏通りでフットボールを投げ合う代わりに、デニーがバスケットボールをしている様子が撮影されている。デニーは売人をバスケットに誘うことで、お金の話が出ないように仕向けているのである。また、DVDにはボーナストラックとして、30分以上のドキュメンタリー映像が収録されている。これは本作の製作風景をフライ・オン・ザ・ウォール形式で撮影したものである。

## 騒動
2011年2月18日、『エンターテイメント・ウィークリー』はサンディ・シュクレアが本作の監督としてクレジットされることを望んでいると報じた。シュクレアは「ウィゾーはジョニーを演じることに夢中になるあまり、監督としての職務を遂行できない状況にありました。見かねた私は彼に『俳優たちに何をすべきか言って下さい。アクションとかカットとか叫んで下さい。カメラマンたちに何を撮影すべきなのか言って下さい』と言った」。シュクレアによると、ウィゾーは監督降板を拒絶したが、シュクレアに演出を頼んだのだという。それを裏付ける当時のスタッフの声もあったが、ウィゾーはシュクレアの監督クレジットを拒絶した。セステロも『The Disaster Artist』でシュクレアの主張を裏付けるような記述をしている。セステロは「ウィゾーは台詞を覚えることが出来ず、スタッフたちとのコミュニケーションにも苦慮していたので、多くのシーンの演出をシュクレアに任せきっていた。」と、シュクレアの要求が正当であることを認めつつも、「大惨事を引き起こしたヒンデンブルク号の開発担当者であると名乗るようなものでしょう」と述べている。ウィゾーはシュクレアの主張に関して「まあ、笑える話だ。あの人が何を知っているのか。断定は出来ないけど、そんな要求をする人が現れるのはアメリカだけだろうね」と述べている。

## 関連作品

### ビデオゲーム
2010年9月、Newgroundsの運営者トム・ファルプが本作を題材にしたフラッシュゲームを発表した。ジョニーを主人公とした16ビット形式のアドベンチャーゲームで、使用されている楽曲は映画版と同様にムラデン・ミルセヴィッチが作曲したものである。

### ライブ・パフォーマンス
2011年6月10日、AFIシルバーシアターと文化センターは本作の脚本の朗読会を開催した。ウィソーとセステロが映画と同じ役を演じた。
同年、ウィゾーは本作をミュージカル化し、ブロードウェイでの上映を目指すと述べた。ウィソーは「舞台版はミュージカルであるという点を除けば、皆さんが映画で見たものと同じものです。10人のジョニーが同時に歌ったり、フットボールに興じたりするのも舞台版ならではでしょう。ただ、振り付けは誰がやるのかということを決めなければなりません。私自ら取り組むという選択もあります」と述べている。2015年に、ウィゾーは本作の舞台化に再度言及している。

### 書籍と映画作品
2011年6月、グレッグ・セステロは本作の製作についての本を出版する契約をサイモン＆シュスラーと結び、2013年10月に『The Disaster Artist』を出版した。
2014年2月、セス・ローゲンがプロデューサーとなって『The Disaster Artist』を映画化する企画がスタートしたとの報道があった。監督に起用されたジェームズ・フランコは「あの本は『ブギーナイツ』と『ザ・マスター』を組み合わせたような作品だ」と述べた。2015年10月29日には、ワーナー・ブラザース映画とニュー・ライン・シネマが映画の配給権を購入したと発表した。
映画版『ディザスター・アーティスト』は2017年12月1日に全米公開され、批評家から高い評価を受けて興行的にも成功し、アカデミー脚色賞ノミネートやゴールデングローブ主演男優賞受賞をはじめとする様々な賞を受賞している。

### ウェブシリーズ
2014年10月21日、ミシェル役のロビン・パリスはKickstarterを通して、本作をドキュメンタリー風にコメディ化したウェブドラマ『The Room Actors: Where Are They Now?』を製作するための資金調達を開始した。キャンペーンが終わるまでに、385人から31556ドルを調達することが出来た。映画版キャストの大半が出演することになったが、ウィゾー、セステロ、スコット・ホームズ（マイク役）の3名は本作の製作にも関与していない。2016年9月30日、ウェブシリーズは第24回レインダンス映画祭でプレミア上映された。なお、ウェブシリーズの公開は2017年中になると発表されている。

## 後世への影響
2009年3月9日、アダルトスイムで放送されていた『Tim & Eric Awesome Show, Great Job!』のエピソード「Tommy」でウィゾーが取り上げられた。偉大な映画監督として『The Pig Man』という架空の映画の監督に起用されたウィゾーが、主演俳優と共にインタビューを受けるというスタイルの作品である。そのエピソード中の2シーンは本作のシーンをアニメ化したものである。2009年から2011年にかけて、アダルトスイムはその映像をエイプリルフール企画の一環として3回放映した。番組がTOONAMIへ移行するに当たって、アダルトスイムはその映像の冒頭20秒間を再び放映した。
2009年6月18日、リフトラックスがマイケル・J・ネルソン、ビル・コーベット、ケヴィン・マーフィーの3名による本作のコメンタリーを発売した。この3人は『ミステリー・サイエンス・シアター3000』の出演者でもあった。リフトラックスは2015年5月6日にコメンタリーの上映会を開催した。その後も上映会は北米各地で開催されている。2016年1月28日には、リフトラックス傑作選の1本としてコメンタリーが上映された。
2009年に発売されたDVD『My Weakness Is Strong』の中で、パットン・オズワルトは本作の偽のコマーシャルをお披露目した。その中にはジョン・ハムがカメオ出演している。
2010年、ノスタルジア・クリティックが本作を酷評しつつも、視聴者に鑑賞を勧める内容のレビューをネット上に投稿した。本作の著作権を保有するウィゾー・フィルムズはその動画を著作権違反で告発した。そのため、番組側はその動画を削除し、代わりに『The Tommy Wi-Show』というタイトルの動画を投稿した。その動画では、ノスタルジア・クリティックを演じるダグ・ウォーカーが、ウィゾーのような風貌で、法的措置に踏み切ろうとしたウィゾー・フィルムズを批判した。後に、本作のレビュー動画は再投稿された。この騒動がきっかけで、セステロはノスタルジア・クリティックの「Dawn of the Commercials」というエピソードにマーク役でカメオ出演することとなった。後に、ウィゾーはウォーカーと対談している。
2015年7月5日、エイミー・ディッキンソンのコラム「Ask Amy」に本作の主人公、ジョニーが置かれた状況に酷似した「読者からのお便り」が届いた。その中には、本作の台詞が引用されていた。後日、ディッキンソンはそれが悪戯だと気付いた。